# Li coronemenz Looïs
Li coronemenz Looïs (títol en francès antic; en català, La coronació de Lluís) és una cançó de gesta francesa de la primera meitat del segle xii que tracta de la pujada al tron de Lluís el Pietós amb l'ajuda de Guillem i de les gestes de Guillem a Itàlia; pertany al cicle de Guillem.

## Resum de l'argument
Carlemany, ja ancià, vol coronar Lluís, però aquest, un jove de 15 anys, vacil·la en prendre la corona. El traïdor Arneïs d'Orleans s'ofereix per fer de regent fins que Lluís sigui gran, encara que, en realitat, es vol apropiar del tron. Arriba Guillem i s'assabenta d'aquest afer; enfurismat, mata Arneïs d'un cop de puny i posa la corona sobre el cap de Lluís. Guillem va a Roma i la troba assetjada pels sarraïns comandats pel seu rei Galafre. La situació es dirimeix en un combat singular entre Guillem i un campió sarraí, el gegant Corsolt. En el decurs del combat, Corsolt li talla la punta del nas; d'aquí Guillem pren el sobrenom de cort nez ("nas curt"). Tanmateix Guillem venç en aquest combat. Derrotats els sarraïns i quan Guillem està a punt de casar-se amb la filla del rei cristià de Càpua, arriben notícies de la mort de Carlemany i de la revolta d'alguns barons contra el dèbil Lluís, que volen substituir pel fill del duc de Normandia. Guillem torna a França i combat els rebels, després torna encara a Itàlia per vèncer Gui d'Alemanya, que havia ocupat Roma. Corona Lluís com a rei d'Itàlia a Roma i, encara, de tornada sufoca una nova rebel·lió abans de casar la seva germana amb Lluís.

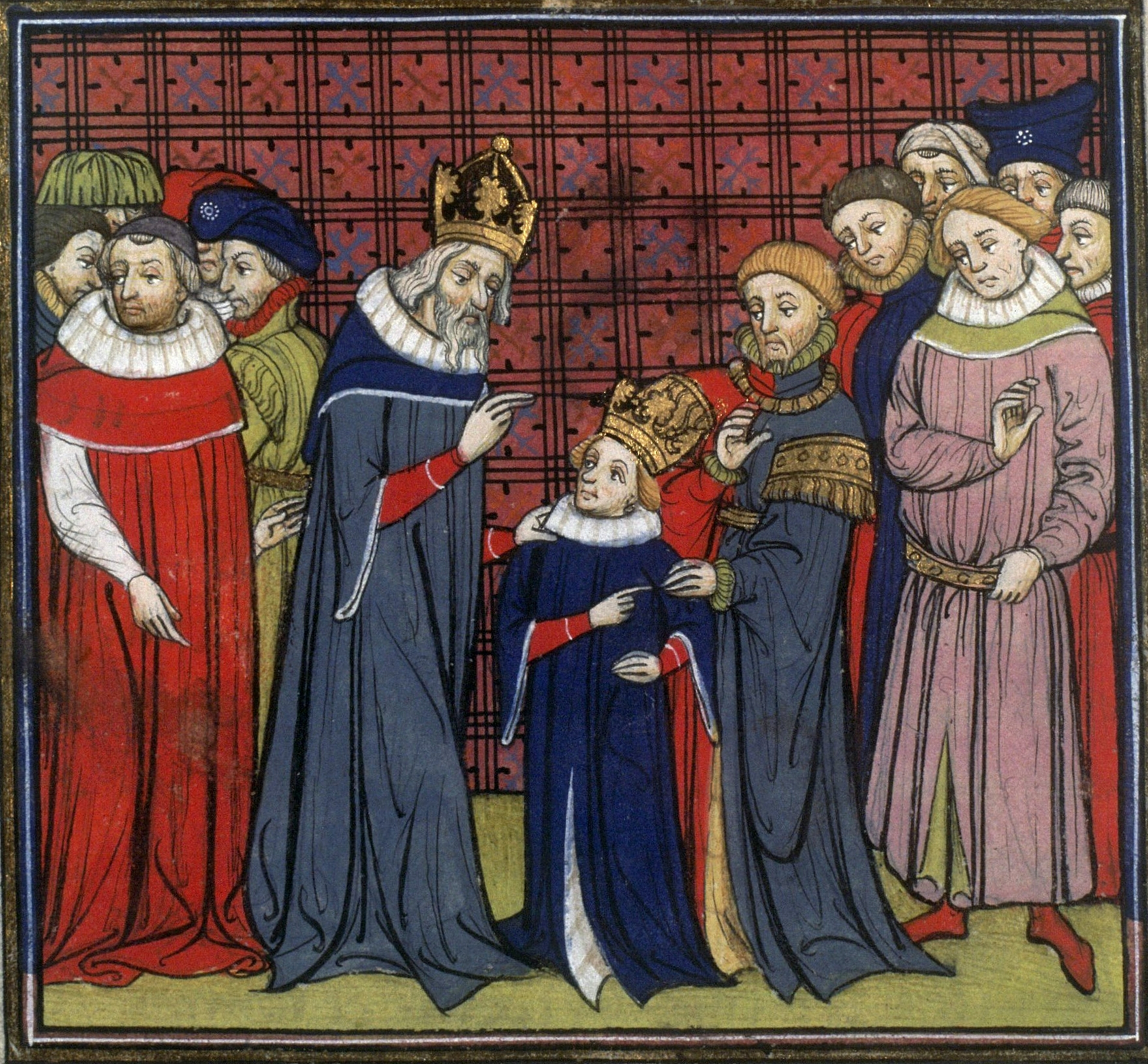
Una miniatura que representa Carlemany i Lluís coronats; Grandes Chroniques de France, París, BnF, Français 73, fol. 128v

## Comentari
Li coronemenz Looïs consta de 2.695 versos decasíl·labs en rimes assonants; les 63 laisses són de llargada molt irregular, de pocs versos a més de cent. La seva datació, discutida però amb seguretat de la primera meitat del segle xii, la fa una de les cançons de gesta més antigues.
El Guillem històric certament no tingué cap paper en la coronació de Lluís (814), que s'esdevingué després de la seva mort (Guillem morí el 806). Però sí que Guillem havia estat conseller de Lluís quan va ser nomenat, encara infant, rei d'Aquitània. Tampoc combaté mai a Itàlia, però sí contra els sarraïns a l'Orbieu i en la conquesta de Barcelona. Però la cançó presenta Guillem en la doble faceta de vassall fidel defensor del seu senyor i defensor de la Cristiandat, dues facetes repetides en dos episodis paral·lels cadascuna (dues rebel·lions de barons, dues defenses de Roma).
Són interessants els discursos de Carlemany en l'episodi inicial on exposa les directius de la conducta que ha de seguir el sobirà; sobretot en la insistència en protegir els orfes i les vídues i no apropiar-se dels seus feus, tema que provoca tensions en l'època, quan els feus es converteixen en hereditaris. Aquesta problemàtica apareixerà en altres cançons de gesta.